# Kedia
Kedia är en ort (village) i distriktet Central i Botswana. 